# Sooko (plaats in Mojokerto)
Sooko is een bestuurslaag in het regentschap Mojokerto van de provincie Oost-Java, Indonesië. Sooko telt 11.837 inwoners (volkstelling 2010).